# Sain-Bel
Sain Bel é uma comuna francesa na região administrativa de Auvérnia-Ródano-Alpes, no departamento de Ródano. Estende-se por uma área de 3,68 km². Em 2010 a comuna tinha 2 388 habitantes (densidade: 648,9 hab./km²).